# Polyetylenglykol

Kedjelängden n kan varieras kraftigt beroende på användningsområde.

Polyetylenglykol, PEG, är en polyeter, det vill säga en polymer med eterbryggor mellan monomererna.
Polyetylenglykol saluförs bland annat av apotek under varunamnet Makrogol. Vanliga användningsområden är i laxermedel för tarmrengöring och som hjälpämne i läkemedel, inom kemisk industri som beståndsdel i kosmetika och för träkonservering. Till exempel konserverades regalskeppet Vasa genom besprutning med PEG. 
Polyetylenglykol används även som elektrolyt i litium-metall-polymerbatterier.